# Бедфорд Хилс (Њујорк)
Бедфорд Хилс (енгл. Bedford Hills) насељено је место без административног статуса у америчкој савезној држави Њујорк.

## Демографија
По попису из 2010. године број становника је 3.001.
| Група             | 2000.    | 2010.         |
| Белци             | 0 (0,0%) | 1.647 (54,9%) |
| Афроамериканци    | 0 (0,0%) | 148 (4,9%)    |
| Азијати           | 0 (0,0%) | 140 (4,7%)    |
| Хиспаноамериканци | 0 (0,0%) | 1.016 (33,9%) |
| Укупно            | 0        | 3.001         |